# Ambazon
Ambazon – organiczny związek chemiczny o działaniu bakteriostatycznym, stosowany pomocniczo w postaci tabletek do ssania w stanach zapalnych gardła, migdałków i jamy ustnej oraz po usunięciu migdałków lub zębów. Jest aktywny przeciwko bakteriom z rodzaju Streptococcus, w tym S. pneumoniae, S. viridans i S. hemoliticus oraz w mniejszym stopniu z rodzaju Staphylococcus. Nie jest natomiast aktywny wobec bakterii Gram-ujemnych i nie zaburza funkcjonowania flory bakteryjnej w jelitach.

## Synteza
Ambazon można otrzymać z hydrochinonu w dwuetapowym procesie, składającym się z reakcji z pimagedyną (2-aminoguanidyną) i tiosemikarbazydydem: